# Kerry Max Cook
Kerry Max Cook, né à Stuttgart en 1956, est un ancien détenu américain condamné à mort qui a été injustement reconnu coupable  pour le viol et le meurtre de Linda Jo Edwards, 21 ans, en 1977.

## Biographie
Kerry Max Cook est né à Stuttgart, en Allemagne de l'Ouest, et a déménagé au Texas avec sa famille en 1972. Il a passé plus de 20 ans dans une prison du Texas dans le couloir de la mort. Depuis sa libération, il est devenu un militant contre la peine de mort, s'exprimant à travers les États-Unis et en Europe.
Le 25 juin 2001 il participe au Premier congrès mondial contre la peine de mort  qui a réuni pendant trois jours à Strasbourg militants abolitionnistes comme Philippe Maurice , le dernier condamné à mort français (gracié par  François Mitterrand en 1981), Antoinette Chahine ou encore Sakae Menda.